# Emanuel Windholz
Emanuel Windholz (13. března 1903 Hronec – 1986 San Francisco) byl československý a americký psychiatr.

## Život
Narodil se v židovské rodině v Hronci, byl nejmladší z pěti dětí. Maturoval v Kremnici. V roce 1926 promoval na Lékařské fakultě Univerzity Karlovy. Poté pracoval pod vedením primáře Jaroslava Stuchlíka na neuropsychiatrickém oddělení Státní nemocnice v Košicích. V letech 1930 až 1931 byl v berlínského psychoanalytického institutu, kde studoval psychoanalýzu u rodáka z Oděsy Moše Wulfa (rusky Моисе́й Влади́мирович Ву́льф). Od roku 1936 působil v Praze jako odborný lékař duševních a nervových chorob. Stal se spoluzakladatelem a předsedou československé Společnosti pro studium psychoanalýzy a prvním československým členem Mezinárodního psychoanalytického sdružení. Po roce 1938 odešel do USA, kde působil nejdříve na Brooklynské universitě v New Yorku, později pak jako vedoucí psychiatr v Mount Zion Hospital v San Francisku.